# 鄭寬中
郑宽中（?—?），字少君，西汉经学家。平陵（治今陕西咸阳西北）人。
郑宽中有俊才，跟随张山拊学习《尚书》，宗小夏侯尚书，小夏侯即夏侯建。汉元帝时郑宽中为经学博士，教授皇太子刘骜《尚书》等儒经。刘骜即位为汉成帝，赐爵郑宽中关内侯，食邑八百户，转任光禄大夫、领尚书事，很被皇帝尊重。郑宽中病卒，汉成帝吊赠甚厚。谷永称他“有颜子之美质，包商、偃之文学，严然总五经之眇论”。於是《小夏侯尚书》有郑氏之学。所授弟子赵玄，汉哀帝时为御史大夫。